# Megastrutture antiche
Megastrutture antiche (Ancient Megastructures) è una serie di documentari statunitense trasmessa in Italia su National Geographic Channel e Focus legata alla più vasta "Megastrutture".
Con l'aiuto di studiosi e ingegneri vengono analizzate alcune fra le più imponenti opere realizzate dalle civiltà del mondo antico, secoli prima della rivoluzione industriale.

## Episodi

### Prima Serie
Si compone di 3 episodi
| Titolo originale   | Titolo italiano           | Paese             |
| ------------------ | ------------------------- | ----------------- |
| Chartres Cathedral | La Cattedrale di Chartres | Francia, Chartres |
| The Colosseum      | Il Colosseo               | Italia, Roma      |
| The Great Pyramid  | La Piramide di Cheope     | Egitto, Giza      |

### Seconda Serie
Si compone di 6 episodi
| Titolo originale        | Titolo italiano            | Paese               |
| ----------------------- | -------------------------- | ------------------- |
| St Paul's Cathedral     | La Cattedrale di San Paolo | Inghilterra, Londra |
| Alhambra                | Alhambra                   | Spagna, Granada     |
| Petra                   | Petra                      | Giordania           |
| Machu Picchu            | Machu Picchu               | Perù                |
| Angkor Wat              | Angkor Wat                 | Cambogia            |
| Istanbul's Hagia Sophia | Santa Sofia                | Turchia, Istanbul   |